# Glenelg East
Glenelg East är en del av en befolkad plats i Australien. Den ligger i kommunen Holdfast Bay och delstaten South Australia, nära delstatshuvudstaden Adelaide.
Runt Glenelg East är det tätbefolkat, med 591 invånare per kvadratkilometer.. Närmaste större samhälle är Adelaide, nära Glenelg East.
Genomsnittlig årsnederbörd är 729 millimeter. Den regnigaste månaden är juni, med i genomsnitt 133 mm nederbörd, och den torraste är december, med 21 mm nederbörd.